# Edmund von Oefele

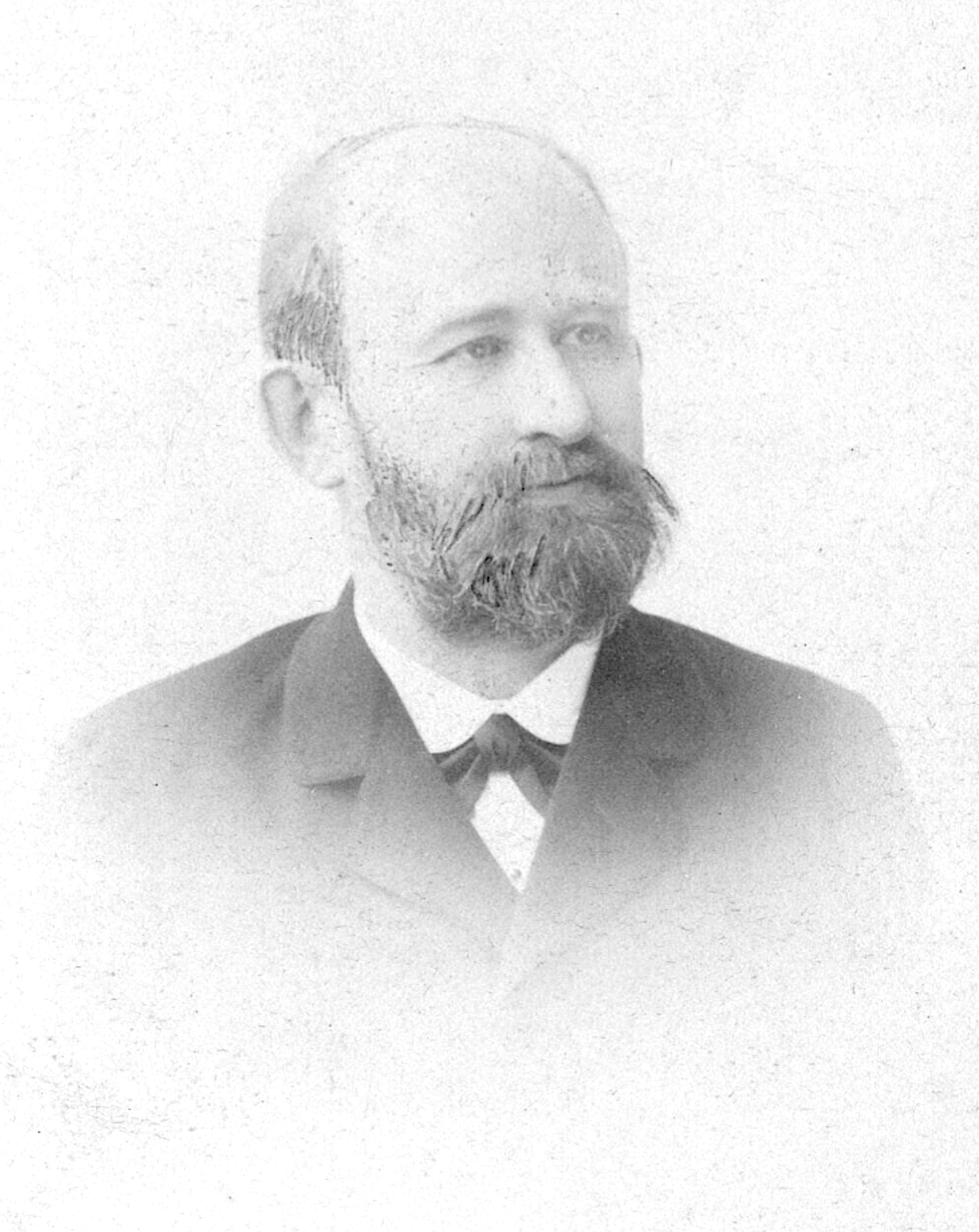
Edmund Freiherr von Oefele, 1899

Edmund Freiherr von Oefele (* 6. Dezember 1843 in Ziegetsdorf; † 24. November 1902 in München) war ein deutscher Historiker und bayerischer Archivar.

## Leben
Nach einem Geschichtsstudium wurde Edmund Freiherr von Oefele Reichsarchivassessor des Königlich-bayerischen Allgemeinen Reichsarchivs, von 1895 bis 1902 dessen Direktor. Er war Mitautor von zahlreichen Beiträgen der Allgemeinen Deutschen Biographie. Schriftleiter des Oberbayerischen Archiv war er von 1880 bis 1891.
In Anerkennung seiner Leistungen wurde er 1888 zum außerordentlichen Mitglied der Historischen Klasse der Bayerischen Akademie der Wissenschaften ernannt.
Edmund Oefele starb 1902 im Alter von 58 Jahren in München.

## Grabstätte

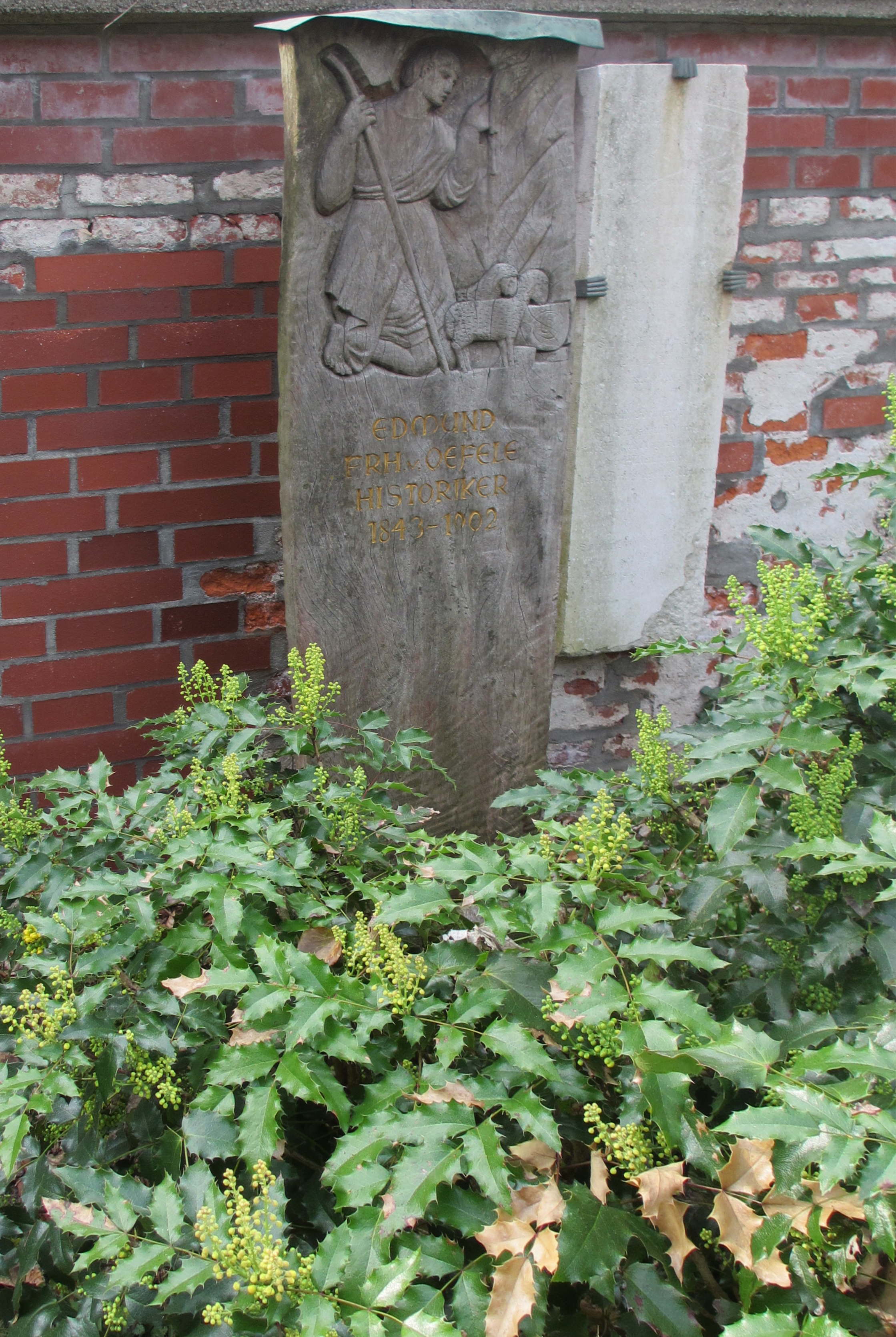
Grab von Edmund Oefele auf dem Alten Südlichen Friedhof in München

Die Grabstätte von Edmund Oefele befindet sich auf dem Alten Südlichen Friedhof in München (Mauer Rechts Platz 204/205 bei Gräberfeld 10) Standort.

## Werke (Auswahl)
- Rechnungsbuch des oberen Vicedomamtes Herzog Ludwigs des Strengen 1291–1294. Wolf & Sohn, München 1865 (Google Books).
- Geschichte der Grafen von Andechs. Wagner’sche Universitäts-Buchhandlung, Innsbruck 1877 (Google Books).